# 寿たらこ
寿 たらこ（ことぶき たらこ、4月24日 -）は漫画家。血液型はB型。海老ゆう太の名でも活動していた。ＳＦ作品が好きで、小説も書いていた。
同性同士で子供を作ることができ、男も妊娠・出産するという異色のBLマンガ『SEX PISTOLS』で2007年度センス・オブ・ジェンダー賞特別賞を受賞した。

## 作品リスト
- プラトニックアニマル - 1998/04 [オークラ出版/I'Sコミックス] （ISBN 4872782682）
- シンデレラクレジットサービス - 1999/06 [オークラ出版/I'Sコミックス] （ISBN 4872784588）
- 純愛ウイルス - 1999/11 [ビブロス/BE・BOY COMICS] （ISBN 4882715422）
- 桃色ソーセージ - 2000/08 [マガジン・マガジン/JUNEコミックス] （ISBN 4906011829）
- 振り向くだけでアナタ罪な男 - 2001/07 [ビブロス/BE・BOY COMICS] （ISBN 4835212150）
- お嫁においでよ! - 2002/06 [オークラ出版/I'Sコミックス] （ISBN 4872789814）
- コンクリート・ガーデン - 2002/07/05 [ビブロス/BE・BOY COMICS] （ISBN 4835213548）
- 隣のしばふ - 2002/12/05 [ビブロス/BE・BOY COMICS] （ISBN 4835214021）
- DOGLA+MAGLA - 2003/08/05 [ビブロス/BE・BOY COMICS] （ISBN 483521482X）
- SEX PISTOLS [ビブロス/SUPER BE・BOY COMICS]
  - SEX PISTOLS (1) - 2004/01/10 [ビブロス/SUPER BE・BOY COMICS] （ISBN 4835215443）　
  - SEX PISTOLS (2) - 2004/06/10 [ビブロス/SUPER BE・BOY COMICS] （ISBN 4835216067）
  - SEX PISTOLS (3) - 2005/01/18 [ビブロス/SUPER BE・BOY COMICS] （ISBN 4835216997）
  - SEX PISTOLS (4) - 2005/05/07 [ビブロス/SUPER BE・BOY COMICS] （ISBN 4835217705）
  - SEX PISTOLS (5) - 2006/12/09 [リブレ出版/SUPER BE・BOY COMICS] （ISBN 4862630863）
  - SEX PISTOLS (6) - 2010/10/09 [リブレ出版/SUPER BE・BOY COMICS] （ISBN 4862638546）
  - SEX PISTOLS (7) - 2013/06/10 [リブレ出版/SUPER BE・BOY COMICS]
  - SEX PISTOLS (8) - 2014/04/10 [リブレ出版/SUPER BE・BOY COMICS]
  - SEX PISTOLS (9) - 2016/06/10 [リブレ出版/SUPER BE・BOY COMICS]
  - 妊娠・同性婚マニュアル　SEX PISTOLSファンブック - 2014/04/10 [リブレ出版]
- GARDEN - 2008/09/10 [リブレ出版/ゼロコミックスDX] （ISBN 4862634354）
- NATURAL DOGGY’S DIARY - 2010/02/27 [芳文社/花音コミックス Cita Citaシリーズ] （ISBN 4832286668）
  - NATURAL DOGGY’S DIARY (2)  - 2010/12/27 [芳文社/花音コミックス Cita Citaシリーズ]
- なちゅらるどぎぃずだいありぃPetit - 2010/02/27 [芳文社/花音コミックス Cita Citaシリーズ] （ISBN 4832286676）

### 小説挿絵
- 絶対純情アレルギー（著者：まりな恵未）– 1994/12/1 [FUDGEノベルズ]、海老ゆう太 名義
- FITTIN FINGER LOVERS （著者：高月まつり） – 1996/8/1 [I’Sノベルズ]、海老ゆう太 名義
- 少年はスワンを目指す（著者：榎田尤利） - 2004/05/15 [ビブロス/BE・BOY NOVELS] （ISBN 483521586-9）
- 貴族の恋は禁断の香り（著者：アヴァ・マーチ）- 2011/05/23 [オークラ出版/プリズムロマンス]

## 評価
・多様な作風を持ち、絵柄を内容によって変えるためカメレオン作家と言われる。奇抜でユニークな作品から、ポスト萩尾望都と呼ばれることもある。